# Círculo de estrellas

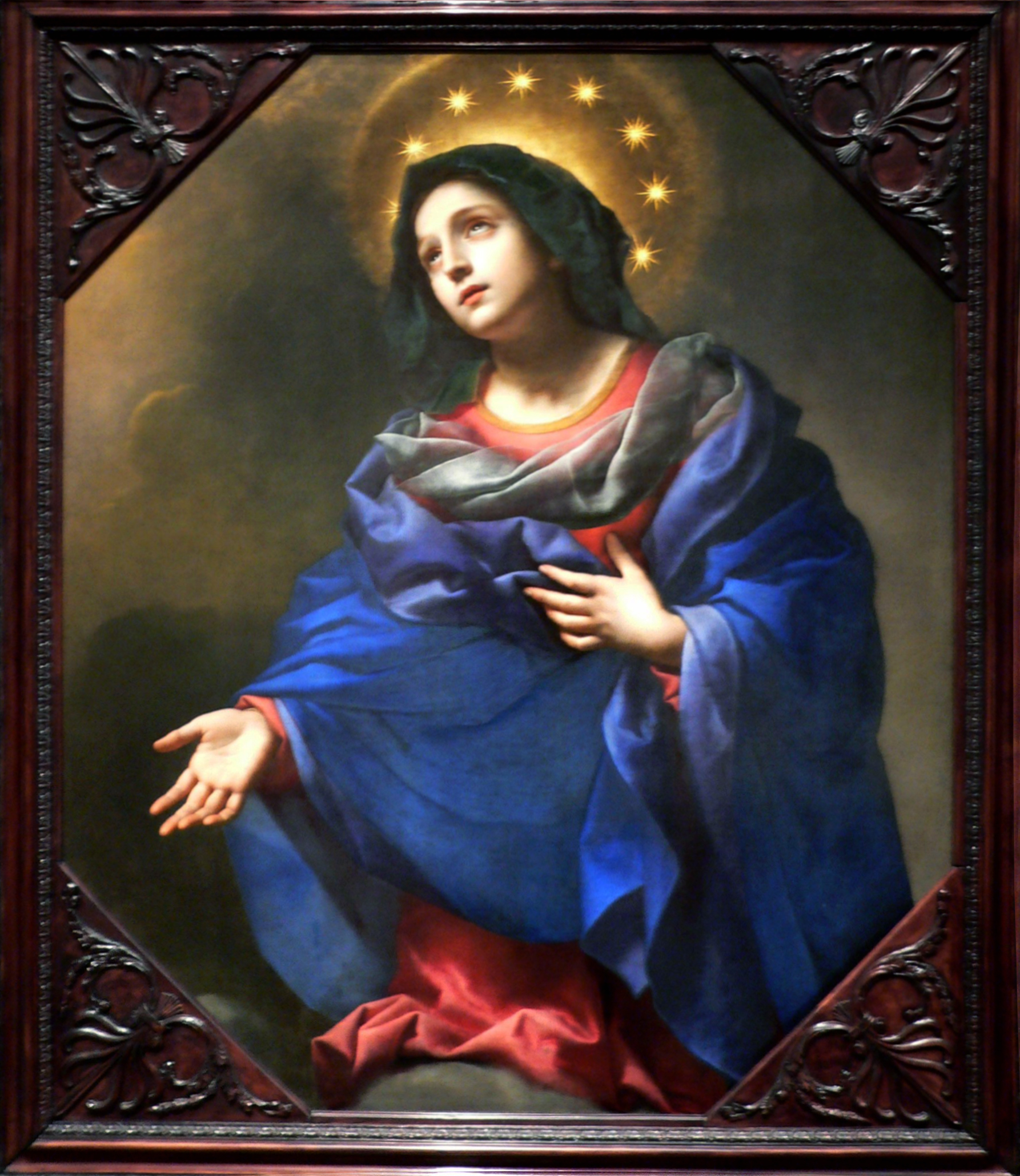
Carlo Dolci, Madonna en Gloria, c. 1670, óleo sobre lienzo, Museo Stanford, California

El círculo de estrellas representa unidad, solidaridad y armonía en banderas, sellos y señales, además es uno de los motivos iconográfico relacionados con la Mujer del Apocalipsis así como el recurso en alegórico en arte Barroco que a veces describe la corona de inmortalidad.

## Mujer del Apocalipsis

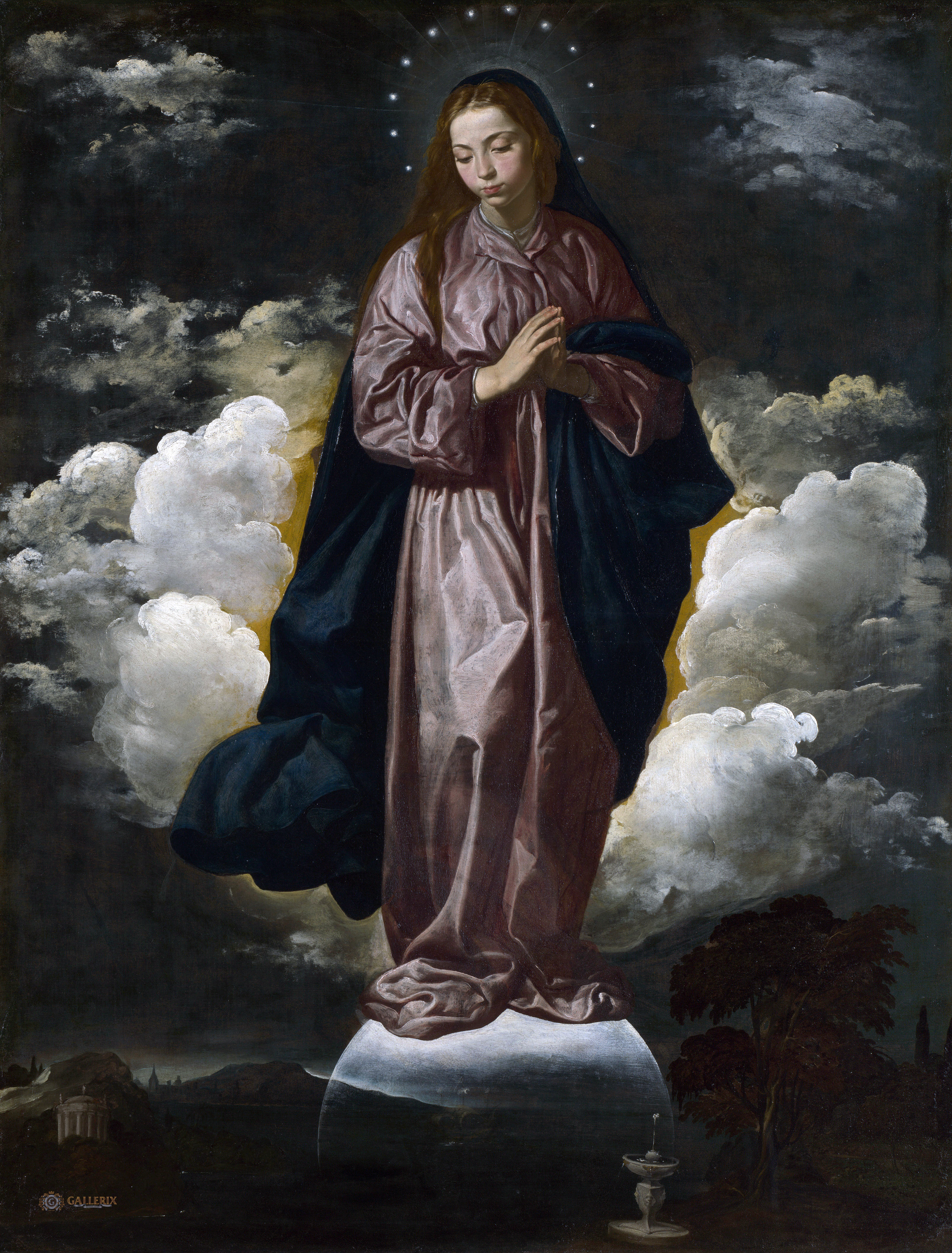
Inmaculada Concepción de Diego Velázquez, 1618.

El libro de la revelación del Nuevo Testamento (12:1, 2 y 5) se describe a la Mujer del Apocalipsis. En la tradición católica ha sido identificada con la Virgen María, especialmente en conexión con la Inmaculada Concepción.  La Virgen suele representarse con una corona o círculo de estrellas.

## Bandera de Europa
La bandera europea consta de 12 estrellas doradas en forma de círculo sobre un fondo azul. Las estrellas simbolizan los ideales de unidad, solidaridad y armonía entre los pueblos de Europa.
La bandera europea, adoptada por el Consejo de Europa es el símbolo de la unidad y la identidad de Europa en un sentido más amplio, así como la Unión Europea.
Arsène Heitz, uno de los diseñadores de la bandera, en 1987 reveló que su inspiración era la corona de doce estrellas de la Mujer del Apocalipsis, común en la iconografía moderna. Aun así, no tiene ningún significado religioso.
Paul M. G. Lévy, el oficial responsable del proceso de diseño, negó cualquier inspiración religiosa para el diseño de bandera.
En 1983, la Eurocámara adoptó la bandera. En 1985, fue adoptada por todos dirigentes de la UE como el emblema oficial de las Comunidades europeas y en 1993 fue heredada por la Unión Europea. Todas las instituciones europeas ahora utilizan un emblema propio.

## Zodíaco

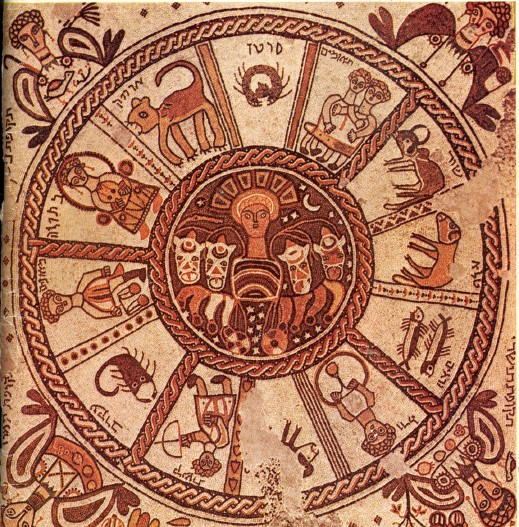
Zodíaco de la sinagoga del, Beit Alfa, en Israel

El zodiaco es un círculo de estrellas antiguo donde algunas están combinadas simbólicamente en consonancia con los 12 signos del zodiaco y sus constelaciones. La etimología del zodiaco proviene del latino zōdiacus, del griego ζῳδιακός [κύκλος], que significa "[círculo] de animales", derivado de ζῴδιον, el diminutivo de ζῷον "animales".

## Corona de inmortalidad
La corona de inmortalidad es un motivo reciente e independiente (y metafórico) el cual también utiliza un círculo de estrellas.  Fue muy utilizado por la Iglesia como metáfora para la recompensa esperada por los mártires, pero no se muestran en el arte portando un círculo de estrellas. En arte el uso es principalmente en composiciones alegóricas Barrocas, con Ariadna.

## Galería de arte

### Religión

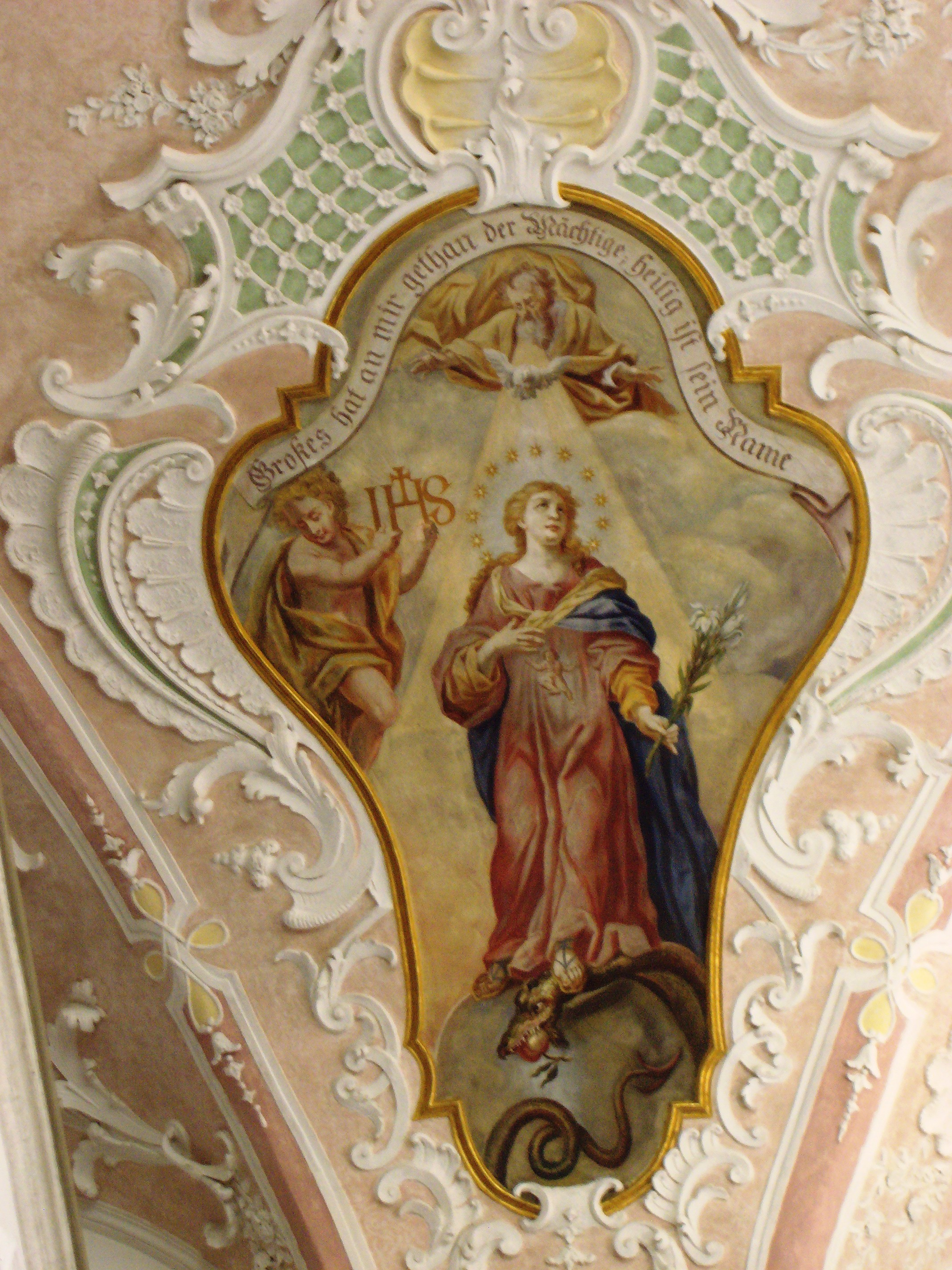
Un círculo de estrellas en forma de aureola en el fresco de la Iglesia de la Anunciación en Fuchstal, un municipio del distrito de Landsberg bábaro, en Alemania.
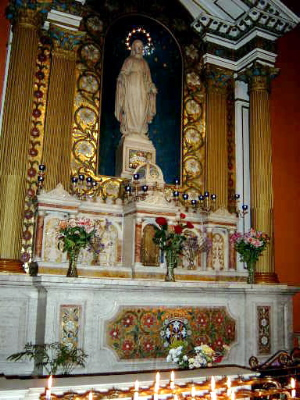
Virgen María en la Procatedral de Santa María, en Dublin (Primado de Irlanda) con una aureola.
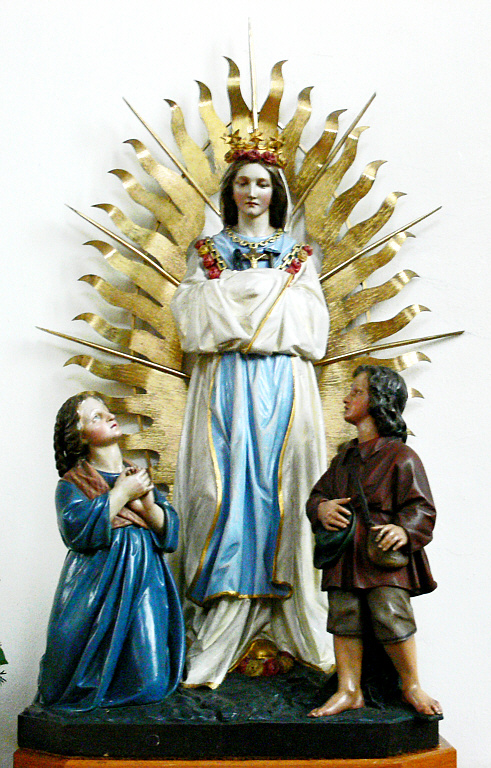
Virgen María con la corona de estrellas en La Salette-Fallavaux, Grenoble, Francia.
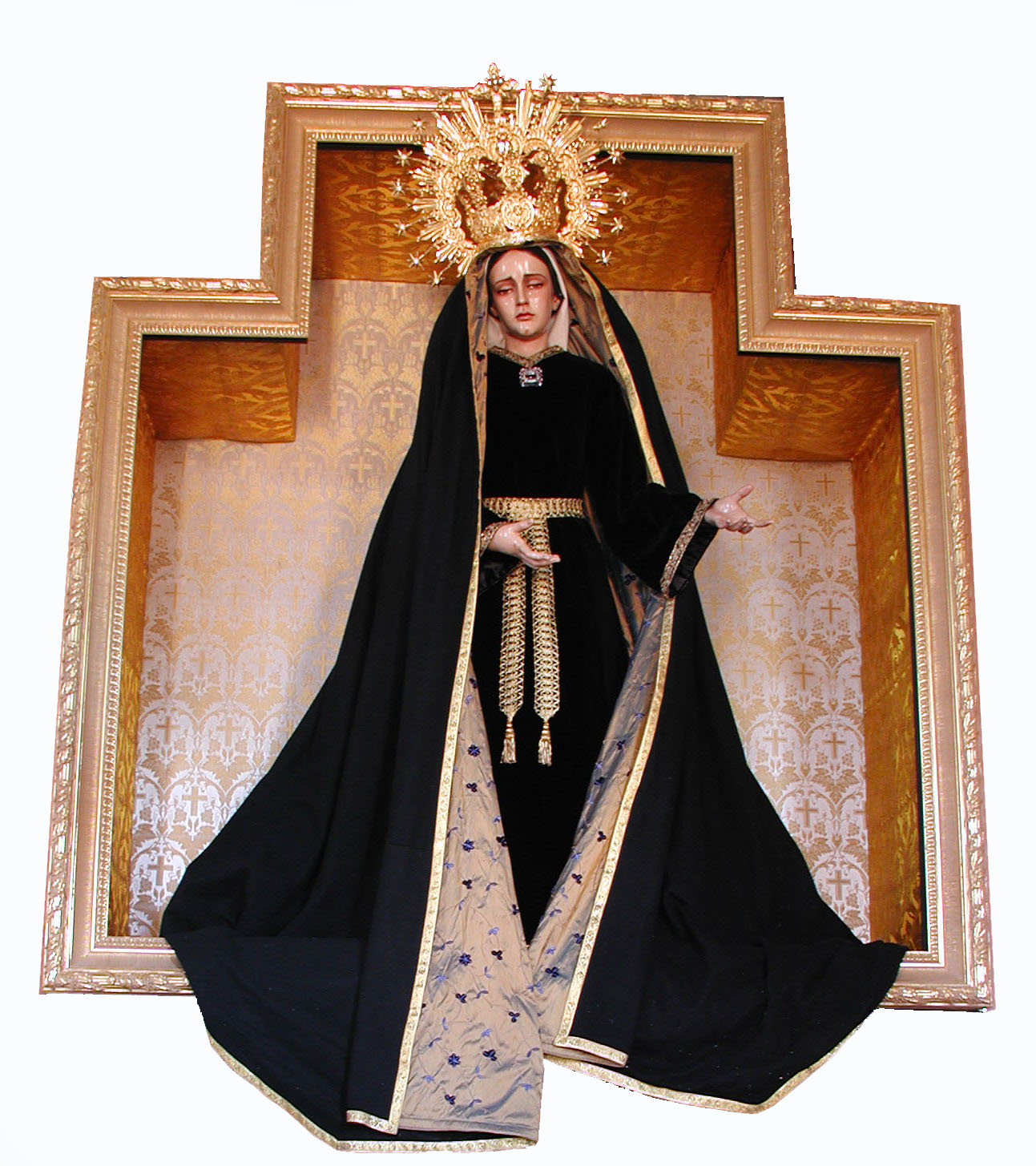
"Nuestra Señora del Huerto", estatua de la Virgen de los Dolores en la ermita de Warfhuizen, en Países Bajos.
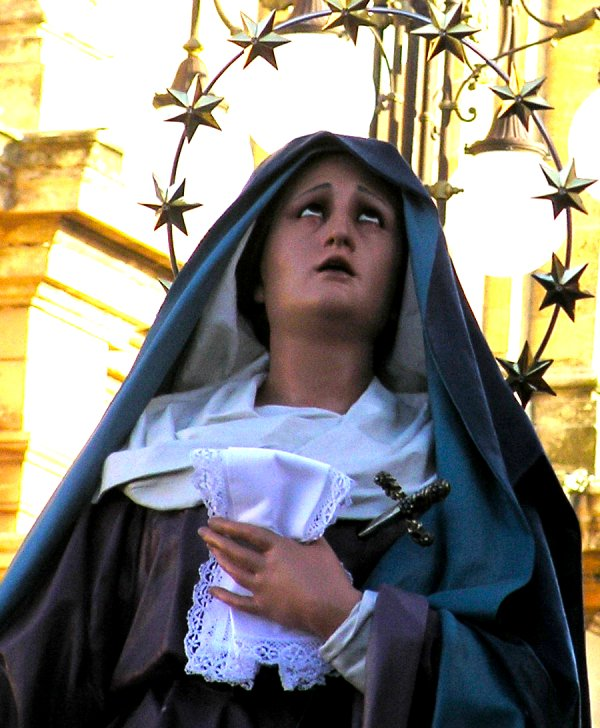
La estatua de Nuestra Señora de los Dolores en Żejtun, Malta.
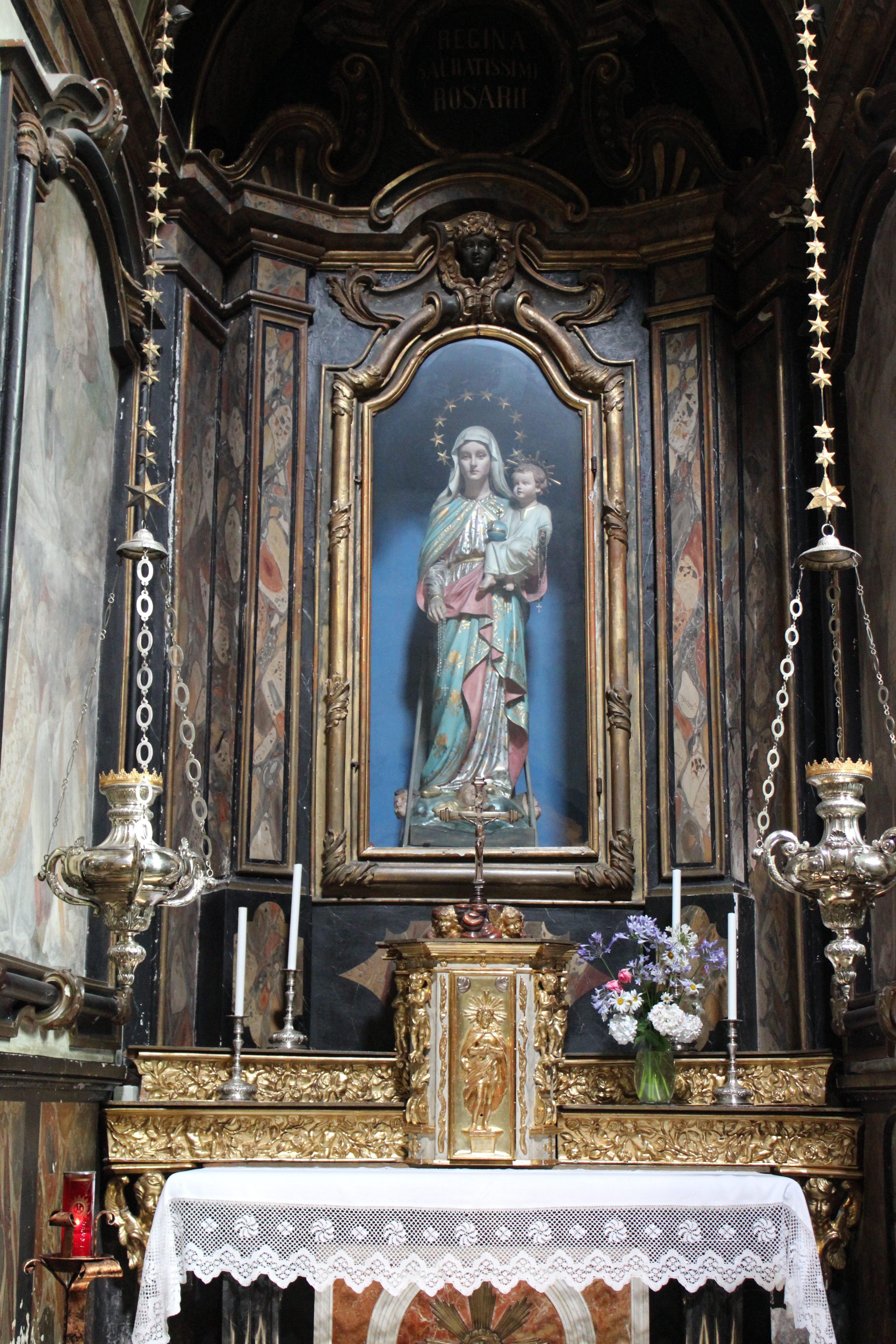
Virgen María de la Basilica di San Giulio en Orta, Italia.

### Ajeno a la religión

#### Banderas

La bandera de Europa con el círculo de estrellas que representan la unidad de Europa.
Bandera de la Unión Internacional Paneuropea (las estrellas se añadieron tras la creación de la bandera de Europa).
Bandera de Estados Unidos Agente de Servicio Extranjero.
- La primera bandera de Estados Unidos (también llamada: bandera de Betsy Ross).
CSN Jack, de 1861 a 1863.
Bandera de los Estados Confederados de América de 1861 a 1863.
Bandera de Misuri.
Bandera de Rhode Island.
Bandera de Georgia (Estados Unidos).
Comisión Central para la Navegación del Rin.
Bandera de Birmania, Birmania, de 1974 a 2010.
Bandera de yate de los Estados Unidos.
Bandera de Islas Cook.
Bandera de Cabo Verde.
Bandera de Indiana.
Bandera de Luisiana (enero de 1861, no oficial).
Región de Los Ríos, Chile.

#### Escudos

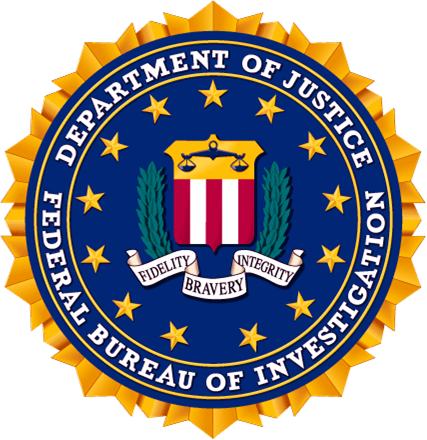
El escudo del FBI, donde el círculo de estrellas representa la unidad de los 13 estados originales.
Sello del presidente de los Estados Unidos
Escudo del Brasil
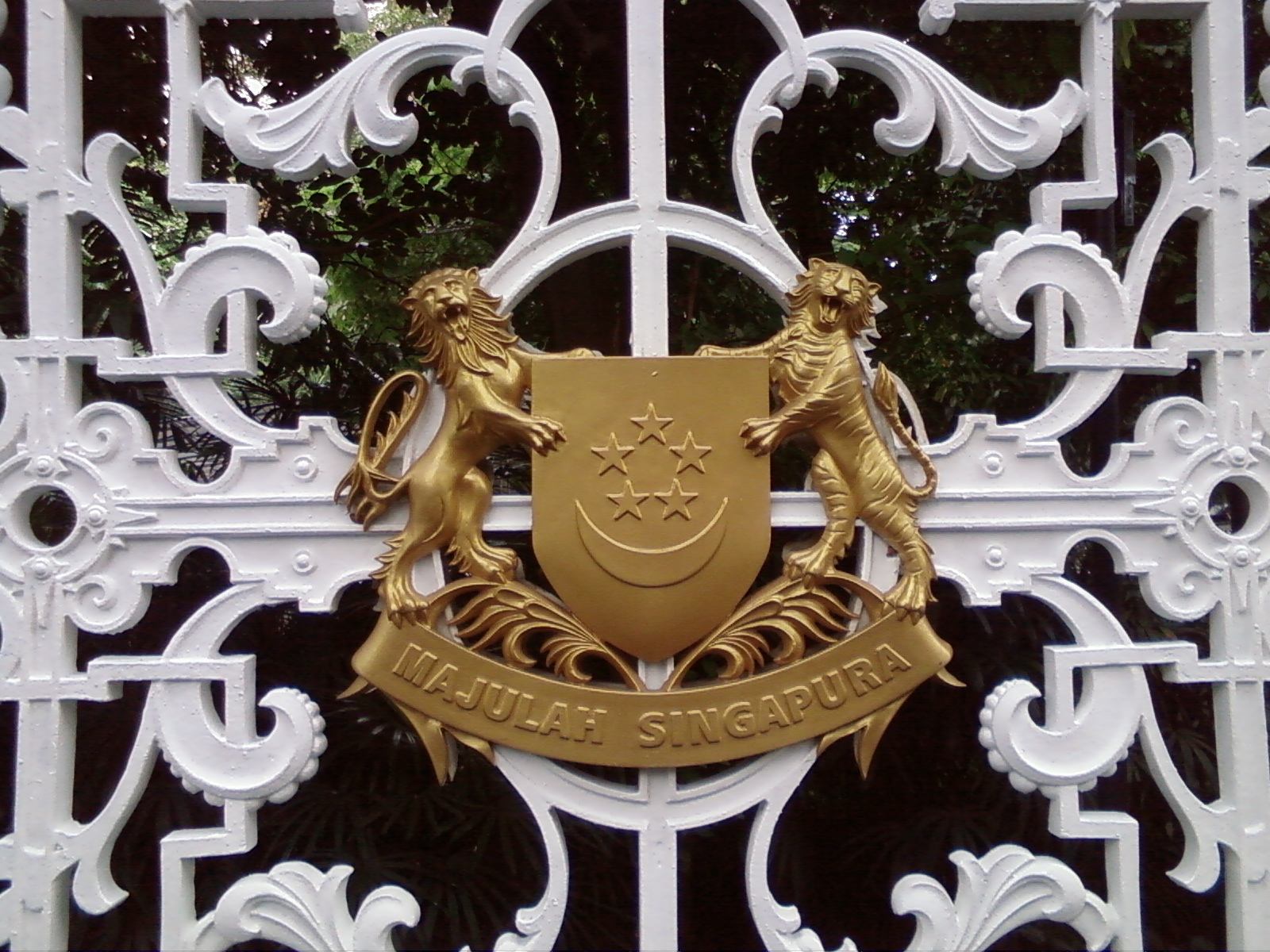
Escudo de Singapur
Escudo de la Fuerza Aérea de los Estados Unidos